# Sala
Sala este un oraș în Suedia.

## Demografie
| \| Evoluția demografică a zonei urbane Sala, 1970–2015 \| Evoluția demografică a zonei urbane Sala, 1970–2015 \| Evoluția demografică a zonei urbane Sala, 1970–2015 \| Evoluția demografică a zonei urbane Sala, 1970–2015 \| Evoluția demografică a zonei urbane Sala, 1970–2015 \| \| --------------------------------------------------------------------------------------- \| --------------------------------------------------- \| --------------------------------------------------- \| --------------------------------------------------- \| --------------------------------------------------- \| \| An \| \| \| Locuitori \| \| \| 1970 \| 1970 \| \| 10.476 \| 10.476 \| \| 1975 \| 1975 \| \| 11.216 \| 11.216 \| \| 1980 \| 1980 \| \| 11.759 \| 11.759 \| \| 1990 \| 1990 \| \| 12.286 \| 12.286 \| \| 1995 \| 1995 \| \| 12.469 \| 12.469 \| \| 2000 \| 2000 \| \| 12.118 \| 12.118 \| \| 2005 \| 2005 \| \| 12.071 \| 12.071 \| \| 2010 \| 2010 \| \| 12.289 \| 12.289 \| \| 2015 \| 2015 \| \| 13.087 \| 13.087 \| \| Sursa: SCB - Statistika Centralbyrån, Folkmängden per tätort. Vart femte år 1960 - 2016 \| \| \| \| \| |      |  |           |        |
| Evoluția demografică a zonei urbane Sala, 1970–2015 |      |  |           |        |
| An |      |  | Locuitori |        |
| 1970 | 1970 |  | 10.476    | 10.476 |
| 1975 | 1975 |  | 11.216    | 11.216 |
| 1980 | 1980 |  | 11.759    | 11.759 |
| 1990 | 1990 |  | 12.286    | 12.286 |
| 1995 | 1995 |  | 12.469    | 12.469 |
| 2000 | 2000 |  | 12.118    | 12.118 |
| 2005 | 2005 |  | 12.071    | 12.071 |
| 2010 | 2010 |  | 12.289    | 12.289 |
| 2015 | 2015 |  | 13.087    | 13.087 |
| Sursa: SCB - Statistika Centralbyrån, Folkmängden per tätort. Vart femte år 1960 - 2016 |      |  |           |        |